# Marie Grey
Ne doit pas être confondu avec Mary Gray.
Lady Marie Grey, née le 20 avril 1545, morte le 30 avril 1578, était la troisième et dernière fille de Henry Grey, 1er duc de Suffolk, et de Lady Frances Brandon. Elle est la sœur cadette de Lady Jeanne Grey et de Lady Catherine Grey.

## Biographie
Ses grands-parents maternels sont Charles Brandon, 1er duc de Suffolk, et Marie Tudor, reine consort de France. Marie Tudor est la fille de Henri VII d'Angleterre et d’Élisabeth d'York, et la sœur cadette d’Henri VIII.
Marie Grey est la plus petite personne de la cour, elle est de plus bossue, et décrite comme ‘très laide’. Elle souffre probablement de cyphose.
Sa sœur aînée, Jeanne, est désignée comme héritière au trône d’Angleterre par Édouard VI sur son lit de mort. Édouard meurt le 6 juillet 1553, et Jeanne est proclamée reine le 10 juillet. Cependant, Édouard VI est passé outre ses deux demi-sœurs, Marie Ire d'Angleterre et Élisabeth Ire d'Angleterre, et son testament n’est pas vraiment légal, car il n’a pas été approuvé par le Parlement. Jeanne est déposée en faveur de Marie Ire le 19 juillet 1553, et exécutée le 12 février 1554. Marie Ire règne jusqu’à sa mort naturelle le 17 novembre 1558, et meurt sans enfants. Sa demi-sœur Élisabeth lui succède.
Élisabeth est célibataire et sans enfants. Lady Catherine Grey est donc une héritière potentielle au trône jusqu’à sa mort en 1568, ce qui donne une certaine importance à sa sœur Marie. Cette dernière est également la dernière survivante des petits-enfants de Marie Tudor, et est considérée par certains comme l’héritière présomptive du trône d’Angleterre. Marie Grey vit alors assignée à résidence, ayant été emprisonnée en 1565 pour s’être mariée avec Thomas Keyes sans l’accord de la reine. Elle est libérée quand il meurt, en 1572, et par la suite elle apparaît occasionnellement à la Cour.
Contrairement aux complots mettant en scène ses sœurs, Marie n’a jamais semblé vouloir vraiment réclamer le trône. Elle meurt sans enfant, à 33 ans.

## Dans la littérature
Marie Grey est, aux côtés de ses soeurs, l'héroïne du roman Reines de sang (The Last Tudor, 2017), de l'écrivaine britannique Philippa Gregory.